# China-General-Aviation-Flug 7552
Auf dem China-General-Aviation-Flug 7552 (Flugnummer IATA: GP7552, ICAO: CTH7552, Funkrufzeichen: Tonghang 7552) ereignete sich am 31. Juli 1992 ein schwerer Flugunfall. Eine Jakowlew Jak-42D der China General Aviation, mit der ein Inlandslinienflug von Nanjing nach Xiamen durchgeführt werden sollte, verunglückte beim Start vom Flughafen Nanjing-Dajiaochang aufgrund einer falsch eingestellten Trimmung. Bei dem Unfall kamen 108 Personen ums Leben, nur 18 überlebten.

## Maschine
Bei der verunglückten Maschine handelte es sich um eine sieben Monate alte Jakowlew Jak-42D. Die Maschine mit der Werknummer 4520422116644 und der Modellseriennummer 14-02 wurde am 2. Januar 1992 im Herstellerwerk in Saratow endmontiert und noch im gleichen Monat an die China General Aviation ausgeliefert, wo sie das Luftfahrzeugkennzeichen B-2755 erhielt. Das dreistrahlige Mittelstrecken-Schmalrumpfflugzeug war mit drei Mantelstromtriebwerken des Typs Iwtschenko Progress D-36 ausgestattet.

## Passagiere und Besatzung
Den Flug vom Flughafen Nanjing-Dajiaochang (inzwischen ein reiner Militärflugplatz) zum Flughafen Xiamen-Gaoqi hatten 116 Passagiere angetreten, es befand sich eine zehnköpfige Besatzung an Bord.

## Unfallhergang
Für den Flug nach Xiamen hatte die Besatzung eine Freigabe zum Start von Startbahn 06 erhalten. Um 15:05 Uhr rollte die Maschine zur Startposition. Der Startlauf begann eine Minute später. Die Maschine rotierte und hob von der Landebahn ab, doch unmittelbar danach kam es zu einem Strömungsabriss, woraufhin die Jakowlew wieder auf der Startbahn aufschlug. Die Maschine überschoss daraufhin die Startbahn und schlitterte etwa 420 bis 600 Meter weiter, bis sie gegen einen zwei Meter hohen Zaun prallte und explodierte. Der Flugzeugrumpf zerbrach in drei Teile, ein Feuer brach aus. Ein Teil der Trümmer fiel in einen nahegelegenen Teich. 

## Opfer
Bei dem Unfall starben acht der zehn Besatzungsmitglieder sowie 100 der 116 Passagiere. Es gab nur 18 Überlebende.

## Ursache
Es stellte sich heraus, dass die Maschine für den Start nicht korrekt konfiguriert war. Die Höhenflosse befand sich noch in der Landestellung.

## Ähnliche Zwischenfälle
- China-Northwest-Airlines-Flug 2119